# Wischnewsky-Flecken
Als Wischnewsky-Flecken werden hämorrhagische Erosionen der Magen- und seltener der Zwölffingerdarmschleimhaut bezeichnet, die bei einer rechtsmedizinischen Obduktion auf einen Tod durch Unterkühlung hinweisen.

## Makroskopie
Wischnewsky-Flecken fallen im Zuge der Obduktion als schwarze, wenige Millimeter große Verfärbungen der Schleimhaut von Magen und (selten) Zwölffingerdarm auf. Die Farbe ist durch das hämatinisierte Hämoglobin, das mit dem Blut durch die Schleimhautschädigungen austritt, bedingt.

## Mikroskopie
Bei mikroskopischer Betrachtung imponieren Wischnewsky-Flecken als keilförmige Nekrosen der Schleimhaut, wobei die Drüsen noch schemenhaft zu erkennen sind. Bei den üblichen Färbungen der Histologie nehmen diese Regionen eine bräunliche Farbe an.

## Pathomechanismus
Die Ursache der Wischnewsky-Flecken ist noch nicht im Detail geklärt. Man geht davon aus, dass kältebedingte Einschränkungen der Mikrozirkulation in der Schleimhaut die nekrotischen Veränderungen auslösen.